# 池芝盛
池芝盛（1917年—2014年1月11日），福建长乐人，中华人民共和国医学家。
1942年毕业于上海医学院，1948年赴巴黎大学学习和研究，1952年回国后，任上海军事医学科学院副研究员，北京协和医院内分泌科主任。曾主编《糖尿病学》、《糖尿病防治及自我护理》等。